# Вест Мідлендс (міська агломерація)
Вест-Мідлендс (англ. Greater Manchester Built-up Area) — це велика агломерація, яка включає міста Бірмінгем і Вулвергемптон, а також міста Саттон-Колдфілд, Дадлі, Уолсолл, Вест-Бромвіч, Соліхалл, Стаурбридж і Гейлсоуен в англійському Західному Мідленді.
Щоб не плутати з однойменним регіоном або столичним округом, агломерація не включає частини столичного округу, такі як Ковентрі, але включає частини навколишніх графств Стаффордшир (наприклад, Літл-Астон, Пертон і Ессінгтон) і Вустершир (наприклад, Hagley і Hollywood).
За даними перепису 2011 року в цьому районі проживало 2 440 986 осіб, що робить його третім за чисельністю населення у Сполученому Королівстві після Великого Лондона та міських районів Великого Манчестера. Конурбація розташована в межах найбільшої агломерації Великої Британії (і, отже, Англії) за межами Лондона (відомої як Бірмінгемська агломерація).

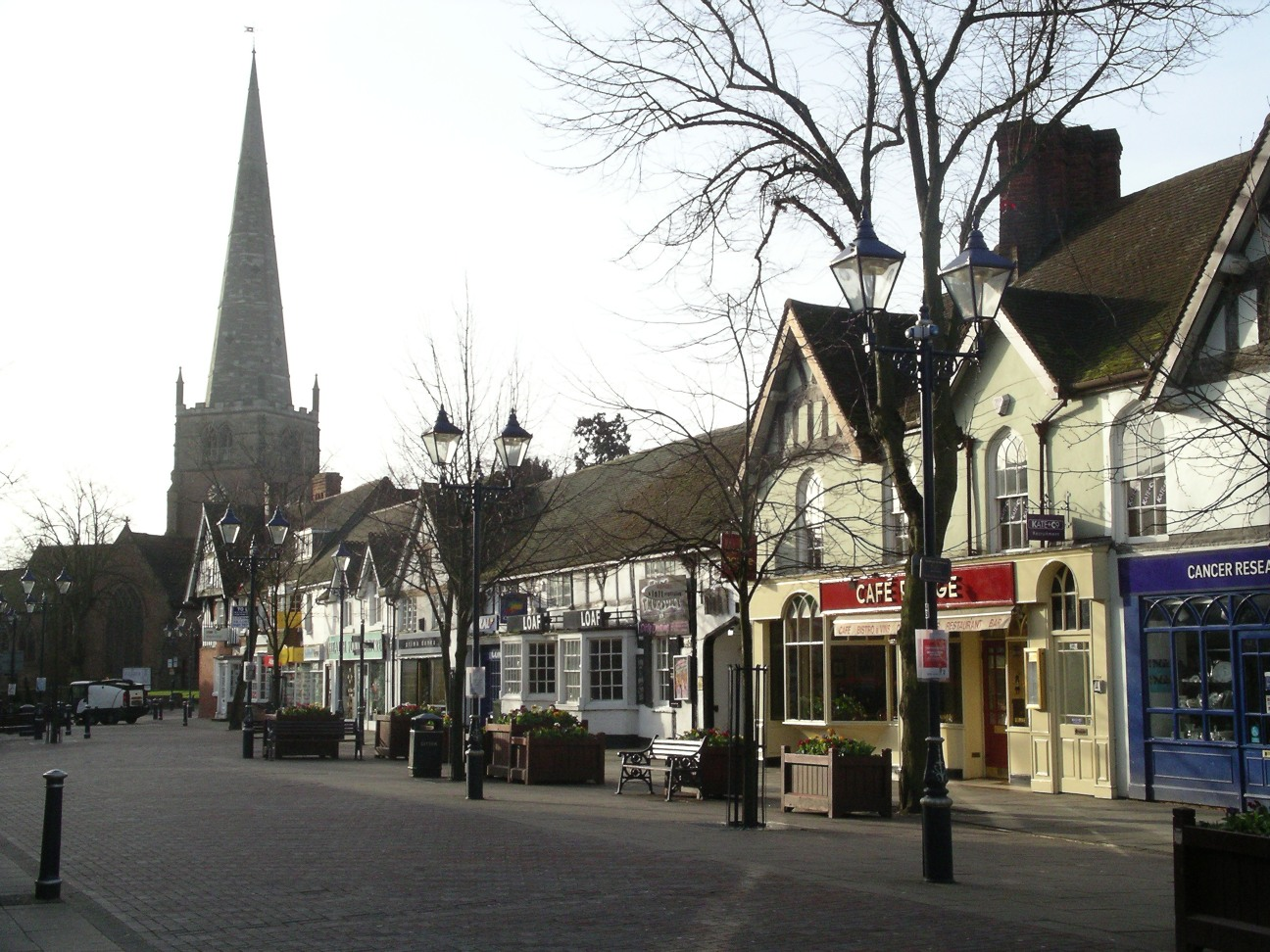
Соліхалл головна вулиця.

Агломерація також має кілька інших неофіційних назв, таких як Великий Бірмінгем, район метро Вест-Мідлендс, агломерація Бірмінгема та агломерація Бірмінгем-Вулвергемптон. Однак саме (Великий) Бірмінгем і Чорна Країна набули найбільшої популярності як альтернатива загалом непопулярній офіційній назві Конурбація. Прикладом цього є слоган, який використовує BBC Radio WM - «Звук Бірмінгема та чорної країни».
Агломерація є поліцентричною – Бірмінгем і Вулвергемптон мають окремі великі міські зони Євростату, а також окремі райони подорожей на роботу, визначені для Бірмінгема, Вулвергемптона, Дадлі і Сендвелла та Волсолла і Каннока; у той час як крайній південно-західний кут агломерації в Хеглі знаходиться в межах Кіддермінстерської зони подорожей на роботу, а крайній південно-східний кут знаходиться в межах Ворик і Стратфорд-апон-Ейвон TTWA.

## Установчі одиниці

Міська територія Вест-Мідлендс за переписом 2001 року

Хоча точні межі будь-якої агломерації є відкритими для дискусій, залежно від того, які критерії використовуються для визначення того, де припиняється міська територія, Управління національної статистики визначає забудовану територію Вест-Мідлендса як таку, що включає міські райони Бірмінгема, Вулвергемптона, Соліхалла, Вест-Бромвіч, Дадлі та Волсолл серед інших. Ці населені пункти не збігаються з однойменними столичними округами.
Ковентрі відокремлений від агломерації Вест-Мідлендс Меріден-Геп, а інші міські райони, такі як Каннок і Кодсолл, залишаються відокремленими від агломерації. Ковентрі знаходиться в 30 кілометрів на схід від Бірмінгема.